# Піщана (Білоцерківський район)
Піща́на — село в Білоцерківській міській громаді Білоцерківського району Київської області, до 2020 року центр сільської ради. Розташоване над річкою Протока.
Засноване в XVII столітті. Поблизу села виявлено залишки городища скіфських часів та 10 курганів, що свідчать про давню історію місцевості.
У символіці села  використано символ виживання в боротьбі з кочівниками, а саме православний хрест над місяцем. 
Піщана вперше згадується в документах часів Визвільної війни, проте історичні факти свідчать про існування села з середини XVll століття. Назва походить від місця розташування - піщаної балки. Таке розташування пояснюється близькістю до Чумацького шляху, а також тим, що село було заховане від кочівників. 
Село пережило татарські набіги XVl століття, десятиліття Хмельниччини та Руїни. 
На початку ХХ ст. у Піщаній почала працювати церковнопарафіяльна школа. Під час революції 1905 року вона була зруйнована. У 1906 році громада збудувала школу на дві класні кімнати - для українських та польських дітей. 
Населення — близько 1 168 жителів.
Уродженцем села є старшина ЗСУ Шабельний Олег Юрійович, загинув у боях за Широкине в лютому 2015-го.

## Населення

### Мова
Розподіл населення за рідною мовою за даними перепису 2001 року:
| Мова       | Кількість | Відсоток |
| ---------- | --------- | -------- |
| українська | 1145      | 98.03%   |
| російська  | 19        | 1.63%    |
| вірменська | 3         | 0.26%    |
| білоруська | 1         | 0.08%    |
| Усього     | 1168      | 100%     |

## Джерело
- Облікова картка на сайті ВРУ[недоступне посилання з липня 2019]